# カドワラダー・ウォッシュバーン
カドワラダー・コールデン・ウォッシュバーン（英:Cadwallader C. Washburn、1818年4月22日-1882年5月15日）は、アメリカ合衆国の実業家、政治家および軍人であり、後にフォーチュン500に入るジェネラルミルズとなる会社を興し、ウィスコンシン州知事を務めたことで著名となった。メイン州リバーモアで7人兄弟の一人として生まれた。その兄弟にはイズラエル・ウォッシュバーン・ジュニア（アメリカ共和党の創設者の1人）、エリフ・B・ウォッシュバーン（アメリカ合衆国国務長官）、ウィリアム・D・ウォッシュバーン（アメリカ合衆国上院議員）およびチャールズ・ウォッシュバーン（アメリカ合衆国下院議員）がいた。従兄弟のドリラス・モリソンは初代ミネアポリス市長を務めた。ウォッシュバーンは生まれて直ぐにてんかん症と診断されていた。

## 教育と初期の経歴
ウォッシュバーンはメイン州ウィズカセットの学校で学び、1838年から1839年にそこの教員になった。1839年にアイオワ州ダベンポートに転居した。アイオワ州の地質学調査に協力し、その後イリノイ州ロックアイランドで法律を学んだ。1840年にはロックアイランド郡の測量士に選出された。2年後には法廷弁護士として認められウィスコンシン州ミネラルポイントに転居して法律実務を始めた。

## 政治と軍隊の経歴
1854年、共和党員としてウィスコンシン州のアメリカ合衆国下院議員選挙に出馬して当選し、1855年3月4日から1861年3月3日まで3期務めた。3期目には私有地クレーム下院委員会の委員長を務めた。1860年の選挙は出馬を辞退した。
ウォッシュバーン家は常に強く奴隷制に反対していた。
ウォッシュバーンは1861年にラクロスに移動したが、その年後半に、南北戦争を起こさないために開催された休戦協議の代議員としてワシントンD.C.に戻った。南北戦争では北軍に入り、1682年2月6日に第2ウィスコンシン志願騎兵隊の大佐となり、7月16日には准将、11月29日には少将に昇進した。ユリシーズ・グラントのビックスバーグ方面作戦の初期段階では第13軍団の騎兵隊を指揮した。ビックスバーグ市に対する包囲戦が始まり、グラントがあらゆる利用可能な部隊を要求すると、ウォッシュバーンは包囲の間第16軍団の分遣隊を率いた。ナサニエル・バンクスのテキサス海岸での作戦行動では第13軍団の第1師団を指揮した。
戦争の残り期間、ウォッシュバーンはミシシッピ州やテネシー州で管理的業務を行った。南軍ネイサン・ベッドフォード・フォレスト少将が1864年のテネシー州メンフィス襲撃（第二次メンフィスの戦い）を率いた。ウォッシュバーンは捕獲を免れるためにナイトシャツのままその作戦本部を逃げ出しピッカリング砦まで逃げることを強いられた。ウォッシュバーンは1865年5月25日に北軍を除隊した。ウォッシュバーンはエイブラハム・リンカーンが署名した任命書を持つ栄誉に浴した。ある時点では、グラントがウォシュバーンのことを「我々が得られる最善の管理士官の一人」と呼んだ。
戦争が終わるとウォッシュバーンはラクロスの家に戻り、再度アメリカ合衆国下院議員に選ばれて1867年3月4日から1871年3月3日まで2期務め、1期目に公共建造物歳出委員会の委員長を務めた。1870年の選挙は出馬を辞退した。
1871年、ウォッシュバーンはジェイムズ・R・ドゥーリトル閣下に対抗してウィスコンシン州知事選への出馬を勧められた。ウォッシュバーンは選挙に勝って1872年1月の第1月曜日に知事に就任し、1874年まで務めた。1873年の再選を求めた選挙では落選した。
その1年後にエッジウッド・ヴィラ領地をサミュエル・マーシャルから購入したが、そこには現在エッジウッド大学が建っている。

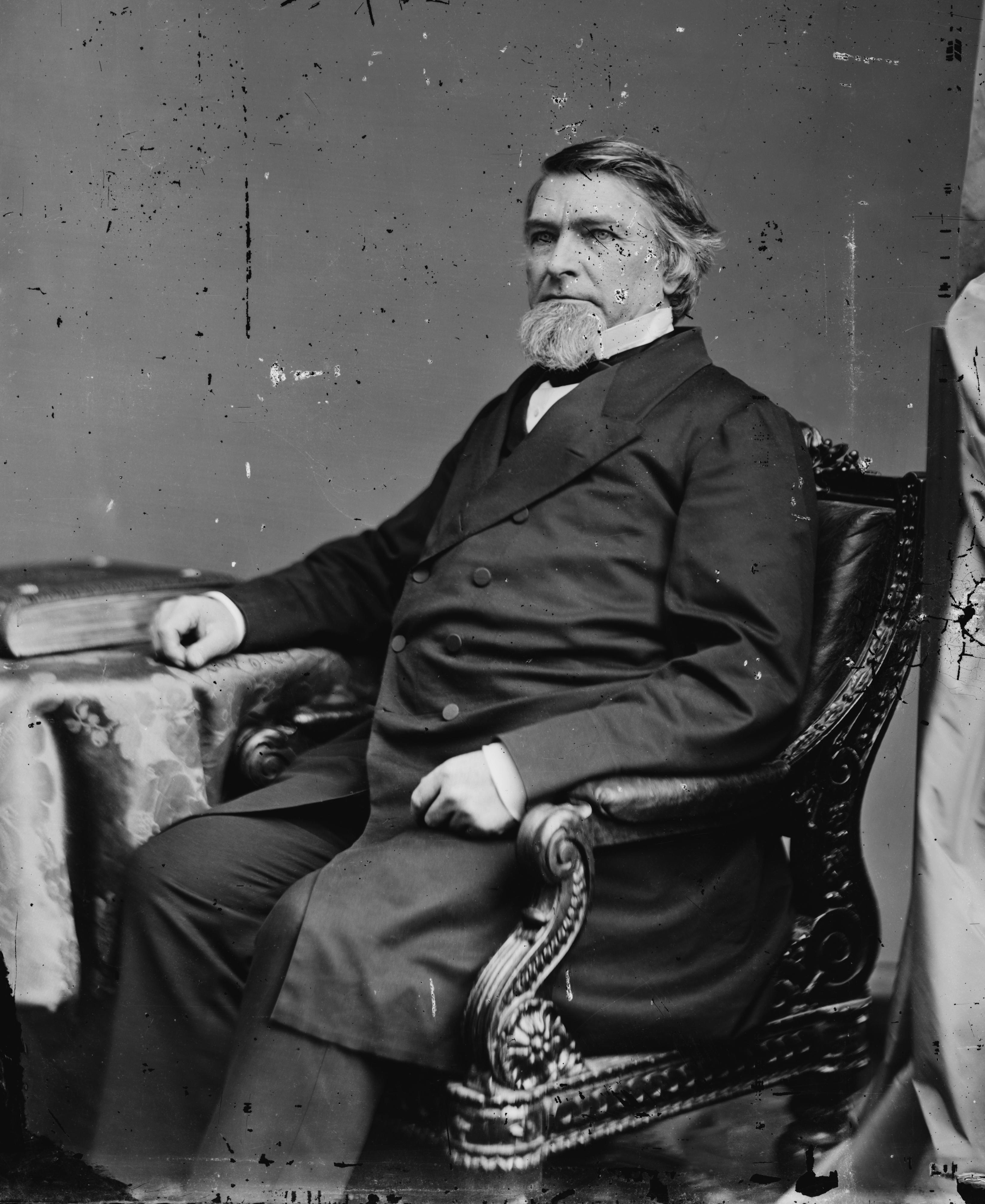

## 実業家
1844年、ウォッシュバーンは土地の仲買人サイラス・ウッドマンと共同経営を始めた。この2人は共同でウィスコンシン鉱業会社など様々な会社を発展させた。最も成功した事業は土地の取得だった。1855年、ウォッシュバーンズ・アンド・ウッドマンズ・ミネラルポイント銀行を創業した。ウォッシュバーンとウッドマンはその共同経営を1855年に友好的に解消した。その後1859年にウォッシュバーンはラクロスに移転し、ラクロス製材会社を買収した。
ウォッシュバーンは製材業で働き、ミネアポリスに製材所を設立した。ミネアポリス市ではミネアポリス製粉会社を通じてセントアンソニー滝を流れる水の動力権を賃貸した。1866年、自身のウォッシュバーン"B"ミルを建設したが、これは当時利益を出すには大きすぎると考えられた。しかし、ウォッシュバーンはこの事業に成功し、1874年には更に大きなウォッシュバーン"A"ミルを建設した。当初の"A"ミル工場は1878年の小麦粉爆発で（近くの建物数棟と共に）破壊されたが、後に再建された。1877年、ウォッシュバーンはジョン・クロスビーと共同でウォッシュバーン・クロスビー会社を作り、それが現在のジェネラルミルズとして知られることになった。

## 家族
ウォッシュバーンは1849年1月1日にエリザベス・シンクレア・ゲールとアンドリュー・シェフィールド・ゲール夫妻の娘、ジャネット・ゲールと結婚した。夫婦共にこの時30歳だった。夫妻には1850年に最初の娘、ジャネット（ネッティ）・ゲール・ウォッシュバーンが生まれた。ネッティが生まれた後に妻のジャネットは精神的な病の兆候を示した。1852年に2人目の娘、フランシス（ファニー）を出産した後で、妻をブルーミングデイル精神病院で世話する手配をした。後にジャネットはマサチューセッツ州ブルックリンの施設に転院し、1909年に90歳で死ぬまでそこに留まった。
ウォッシュバーンはエッジウッド・ヴィラ領地を1881年にウィスコンシン州マディソンのシンシナワ・ドミニク修道女会に寄付した。エッジウッド・ヴィラ領地は後にエッジウッド大学と、エッジウッド高校となった。それから1年近く後の1882年にウォッシュバーンは死んだ。その死後、不動産は200万ドルから300万ドルの間の価値があると見積もられた。ウォッシュバーンの遺志で現金はその娘達と一族に残された。しかし、その大きな部分はその妻ジャネットの世話のためにとって置かれた。ウォッシュバーンの死後、エッジウッド大学では6月に「ウォッシュバーン・デイ」を祝う伝統が始まった。

## 遺産
ウォッシュバーンは療養のために温泉を訪れていたアーカンソー州ユーレカで死んだ。その遺体はラクロスのオークグラブ墓地に埋葬された。その死後に大きな遺贈が成された。土地が購入されラクロス公共図書館の建物が建てられた。ウィスコンシン州ウォッシュバーン市はウォッシュバーンに因んで名付けられた。ウィスコンシン州北部のウォッシュバーン郡もウォッシュバーンに因んで名付けられた。ウィスコンシン大学マディソン校のウォッシュバーン天文台は知事時代のウォッシュバーンがその建設予算を確保したことで名付けられた。